# International Correspondence Chess Federation
De International Correspondence Chess Federation (ICCF) is de overkoepelende bond van correspondentieschakers. De bond organiseert het wereldkampioenschap correspondentieschaken, grootmeester- en meestertoernooien en brengt geschillen tot een oplossing. De ICCF werkt nauw samen met de FIDE. De in 2009 verkozen voorzitter is de Fransman Éric Ruch.

## Het begin
De ICCF werd opgericht in Londen (Engeland) op 26 maart 1951 en het motto is "Amici Sumus" ("wij zijn vrienden"). Per 15 november 2022 waren er 54 nationale verenigingen uit de 5 continenten aangesloten. Naast het organiseren van de wereldkampioenschappen, de Olympische Spelen en de Wereldbekers, berekent de ICCF de Elo-rang van elke schaker, schrijft ze de spelregels voor en benoemt het grootmeesters en internationale meesters. 

## ICCF-voorzitters

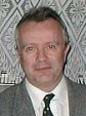
Éric Ruch

De voorzitters van de ICCF, vanaf de oprichting tot heden zijn:
- 1951-1953: Jean Louis Ormond [de] ( Zwitserland, 1894-1986)
- 1953-1959: Anders Elgesem ( Noorwegen, 1888-1968)
- 1960-1987: Hans Werner von Massow [de] ( Duitsland, 1912-1988)
- 1988-1996: Henk Mostert ( Nederland, 1925-2002)
- 1997-2003: Alan Borwell [de] ( Schotland, 1937)
- 2003-2004: Josef Mrkvicka ( Tsjechië, 1951)
- 2005-2009: Mohamed Samraoui [en] ( Algerije, 1953)
- 2009-heden: Eric Ruch ( Frankrijk, 1961)

## Wereldkampioenschap correspondentieschaak
| # | Jaren     | Kampioen                                                               | Tweede plaats                                                       |
| - | --------- | ---------------------------------------------------------------------- | ------------------------------------------------------------------- |
|   | 1950-1953 | Cecil Purdy Australië                                                  | Harald Malmgren Zweden                                              |
|   | 1956-1959 | Viacheslav Ragozin Sovjet-Unie                                         | Lucius Endzelins Australië                                          |
|   | 1959-1962 | Alberic O'Kelly België                                                 | Piotr Dubinin Sovjet-Unie                                           |
|   | 1962-1965 | Vladimir Zagorovsky Sovjet-Unie                                        | Georgy Borisenko Sovjet-Unie                                        |
|   | 1965-1968 | Hans Berliner Verenigde Staten                                         | Jaroslav Hybl Tsjecho-Slowakije                                     |
|   | 1968-1971 | Horst Rittner Duitse Democratische Republiek                           | Vladimir Zagorovsky Sovjet-Unie                                     |
|   | 1972-1976 | Yakov Estrin Sovjet-Unie                                               | Jozef Boey België                                                   |
|   | 1975-1980 | Jørn Sloth Denemarken                                                  | Vladimir Zagorovsky Sovjet-Unie                                     |
|   | 1977-1983 | Tõnu Õim Sovjet-Unie                                                   | Fritz Baumbach Duitse Democratische Republiek                       |
|   | 1978-1984 | Vytas Palciauskas Verenigde Staten                                     | Juan Morgado Argentinië                                             |
|   | 1983-1989 | Fritz Baumbach Duitse Democratische Republiek                          | Gennadi Nesis Sovjet-Unie                                           |
|   | 1984-1991 | Grigory Sanakoev Rusland                                               | Josef Franzen Slowakije                                             |
|   | 1989-1998 | Mikhail Umansky Rusland                                                | Erik Bang Denemarken                                                |
|   | 1994-2000 | Tõnu Õim Estland                                                       | Ove Ekebjærg Denemarken                                             |
|   | 1996-2002 | Gert Timmerman Nederland                                               | Joop van Oosterom Nederland                                         |
|   | 1999-2004 | Tunç Hamarat Oostenrijk                                                | Rudolf Maliangkay Nederland                                         |
|   | 2002-2007 | Ivar Bern Noorwegen                                                    | Wolfgang Rohde Duitsland                                            |
|   | 2003-2005 | Joop van Oosterom Nederland                                            | Hans Elwert Duitsland                                               |
|   | 2004-2007 | Christophe Léotard Frankrijk                                           | Frank Gerhardt Duitsland                                            |
|   | 2004-2011 | Pertti Lehikoinen Finland                                              | Stefan Winge Zweden                                                 |
|   | 2005-2008 | Joop van Oosterom Nederland                                            | Alexander Ugge Canada                                               |
|   | 2007-2010 | Aleksandr Dronov Rusland                                               | Jürgen Bücker Duitsland                                             |
|   | 2007-2010 | Ulrich Stephan Duitsland                                               | Thomas Winckelmann Duitsland                                        |
|   | 2009-2011 | Marjan Šemri Slovenië                                                  | Hans Wunderlich Duitsland                                           |
|   | 2009-2013 | Fabio Finocchiaro Italië                                               | Richard Hall Engeland                                               |
|   | 2010-2014 | Ron Langeveld Nederland                                                | Florin Serban Roemenië                                              |
|   | 2011-2014 | Aleksandr Dronov Rusland                                               | Matthias Kribben Duitsland                                          |
|   | 2013-2016 | Leonardo Ljubičić Kroatië                                              | Horacio Neto Portugal                                               |
|   | 2015-2018 | Aleksandr Dronov Rusland                                               | Jacek Oskulski Polen                                                |
|   | 2017-2019 | Andrey Kochemasov Rusland                                              | Enver Efendiyev Rusland                                             |
|   | 2019-2022 | Fabian Stanach Polen Christian Muck Oostenrijk Ron langeveld Nederland |                                                                     |
|   | 2020-2022 | Jon Edwards Verenigde Staten                                           | Michel Lecroq Frankrijk Sergey Osipov Rusland Horacio Neto Portugal |

## Wereldkampioenschap correspondentieschaak voor vrouwen
| #  | Jaren     | Kampioen                    | Tweede plaats                                                                                           |        |
| -- | --------- | --------------------------- | --- | ------ |
| 1  | 1968-1972 | Olga Rubtsova Sovjet-Unie   | Gertrude Schoisswohl Oostenrijk                                                                         |        |
| 2  | 1972-1977 | Lora Jakovleva Sovjet-Unie  | Olga Rubtsova Sovjet-Unie                                                                               |        |
| 3  | 1978-1984 | Luba Kristol Israël         | Merike Rötova Sovjet-Unie                                                                               |        |
| 4  | 1984-1992 | Ljudmila Belavenets Rusland | Nina Orlova Rusland                                                                                     | [ 2 ]  |
| 5  | 1993-1998 | Luba Kristol Israël         | Ingrida Priedite Letland                                                                                | [ 3 ]  |
| 6  | 2000-2005 | Alessandra Riegler Italië   | Maja Zelcic Kroatië                                                                                     | [ 4 ]  |
| 7  | 2002-2006 | Olga Sukhareva Rusland      | Mary Jones Engeland                                                                                     | [ 5 ]  |
| 8  | 2007-2010 | Olga Sukhareva Rusland      | Marie Bažantová Tsjechië                                                                                | [ 6 ]  |
| 9  | 2011-2014 | Irina Perevertkina Rusland  | Maria Lisitcina Rusland                                                                                 | [ 7 ]  |
| 10 | 2014-2017 | Irina Perevertkina Rusland  | Tetiana Moyseenko Oekraïne                                                                              | [ 8 ]  |
| 11 | 2017-2020 | Irina Perevertkina Rusland  | Vilma Dambrauskaité LTU Tetiana Moyseenko Oekraïne                                                      | [ 9 ]  |
| 12 | 2020-2023 | Irina Perevertkina Rusland  | Tetiana Yurchuk Oekraïne Victoria Schweer Duitsland Luz Tinjacá Ramirez Italië Dawn Williamson Engeland | [ 10 ] |

## Schaakolimpiades
| #     | Jaren     | Gouden medaille                         | Zilveren medaille                    | Bronzen medaille                     |        |
| ----- | --------- | --------------------------------------- | ------------------------------------ | ------------------------------------ | ------ |
| I     | 1949-1952 | Hongarije (25)                          | Tsjecho-Slowakije (20)               | Zweden (19½)                         | [ 11 ] |
| II    | 1952-1955 | Tsjecho-Slowakije (27½)                 | Zweden (27½)                         | Duitsland (27)                       | [ 12 ] |
| III   | 1958-1961 | Sovjet-Unie (35½)                       | Hongarije (32½)                      | Joegoslavië (32)                     | [ 13 ] |
| IV    | 1962-1964 | Sovjet-Unie (36)                        | Duitse Democratische Republiek (28½) | Zweden (27½)                         | [ 14 ] |
| V     | 1965-1968 | Tsjecho-Slowakije (31½)                 | Sovjet-Unie (30)                     | West-Duitsland (29½)                 | [ 15 ] |
| VI    | 1968-1972 | Sovjet-Unie (38)                        | Tsjecho-Slowakije (28½)              | Duitse Democratische Republiek (25½) | [ 16 ] |
| VII   | 1972-1976 | Sovjet-Unie (35½)                       | Bulgarije (30)                       | Verenigd Koninkrijk (29½)            | [ 17 ] |
| VIII  | 1977-1982 | Sovjet-Unie (46½)                       | Hongarije (44)                       | Verenigd Koninkrijk (41½)            | [ 18 ] |
| IX    | 1982-1987 | Verenigd Koninkrijk (33½)               | West-Duitsland (30)                  | Sovjet-Unie (27)                     | [ 19 ] |
| X     | 1987-1995 | Sovjet-Unie (34)                        | Engeland (33½)                       | Duitse Democratische Republiek (33½) | [ 20 ] |
| XI    | 1992-1999 | Tsjecho-Slowakije (45½) Duitsland (45½) |                                      | Canada (40) Schotland (40)           | [ 21 ] |
| XII   | 1998-2004 | Duitsland (47½)                         | Litouwen (42½)                       | Letland (42½)                        | [ 22 ] |
| XIII  | 2004-2009 | Duitsland (38)                          | Tsjechië (34½)                       | Polen (32)                           | [ 23 ] |
| XIV   | 2002-2006 | Duitsland (45½)                         | Litouwen (39½)                       | Verenigde Staten (36)                | [ 24 ] |
| XV    | 2006-2009 | Noorwegen (48)                          | Duitsland (47)                       | Nederland (46½)                      | [ 25 ] |
| XVI   | 2010-2016 | Tsjechië (33½)                          | Duitsland (28½)                      | Frankrijk (26½)                      | [ 26 ] |
| XVII  | 2009-2012 | Duitsland (44½)                         | Spanje (43½)                         | Italië (39½)                         | [ 27 ] |
| XVIII | 2012-2016 | Duitsland (41½)                         | Slovenië (41)                        | Spanje (39)                          | [ 28 ] |
| XIX   | 2016-2021 | Bulgarije (27)                          | Duitsland (26½)                      | Tsjechië (26½) Polen (26½)           | [ 29 ] |
| XX    | 2016-2019 | Duitsland (39½)                         | Rusland (39½)                        | Spanje (39)                          | [ 30 ] |
| XXI   | 2020-2023 | Duitsland (38)                          | Luxemburg (37)                       | Verenigde Staten (37)                | [ 31 ] |

## Schaakolympiade voor vrouwen
| #    | Jaren     | Gouden medaille  | Zilveren medaille      | Bronzen medaille        |        |
| ---- | --------- | ---------------- | ---------------------- | ----------------------- | ------ |
| I    | 1974-1979 | Sovjet-Unie (22) | West-Duitsland (19)    | Tsjecho-Slowakije (15½) |        |
| II   | 1980-1986 | Sovjet-Unie (26) | Tsjecho-Slowakije (26) | Joegoslavië (20)        |        |
| III  | 1986-1992 | Sovjet-Unie (23) | Tsjecho-Slowakije (21) | Hongarije (14½)         | [ 32 ] |
| IV   | 1992-1997 | Tsjechië (24)    | Rusland (21)           | Polen (18½)             | [ 33 ] |
| V    | 1997-2003 | Rusland (25)     | Duitsland (22)         | Tsjechië (18)           | [ 34 ] |
| VI   | 2003-2006 | Litouwen (26½)   | Duitsland (23½)        | Italië (23)             | [ 35 ] |
| VII  | 2007-2009 | Slovenië (25)    | Litouwen (23½)         | Duitsland (23)          | [ 36 ] |
| VIII | 2008-2010 | Polen (27)       | Bulgarije (27)         | Italië (26)             | [ 37 ] |
| IX   | 2011-2014 | Rusland (34)     | Litouwen (32½)         | Duitsland (30)          | [ 38 ] |
| X    | 2015-2018 | Duitsland (33)   | Litouwen (30)          | Rusland (28)            | [ 39 ] |

## ICCF Wereldbeker
| #      | Jaren     | Winnar                             | Nationaliteit                  |        |
| ------ | --------- | ---------------------------------- | ------------------------------ | ------ |
| I      | 1973-1977 | Karl Maeder                        | Duitse Democratische Republiek |        |
| II     | 1977-1983 | Gennadi Nesis                      | Sovjet-Unie                    |        |
| III    | 1981-1986 | Nikolai Rabinovich                 | Sovjet-Unie                    |        |
| IV     | 1984-1989 | Albert Popov                       | Sovjet-Unie                    |        |
| V (A)  | 1987-1994 | Aleksandr Frolov                   | Oekraïne                       | [ 40 ] |
| V (B)  | 1987-1994 | Gert Timmerman                     | Nederland                      | [ 41 ] |
| VI     | 1994-1999 | Olita Rause                        | Letland                        | [ 42 ] |
| VII    | 1994-2001 | Aleksey Lepikhov                   | Oekraïne                       | [ 43 ] |
| VIII   | 1998-2002 | Horst Staudler                     | Duitsland                      | [ 44 ] |
| IX     | 1998-2001 | Edgar Prang                        | Duitsland                      | [ 45 ] |
| X      | 2001-2004 | Frank Schroder                     | Duitsland                      | [ 46 ] |
| XI     | 2008-2011 | Reinhard Moll                      | Duitsland                      | [ 47 ] |
| XII(e) | 2005-2007 | Reinhard Moll                      | Duitsland                      | [ 48 ] |
| XII(p) | 2009-2013 | Matthias Gleichmann                | Duitsland                      | [ 49 ] |
| XIII   | 2009-2012 | Reinhard Moll                      | Duitsland                      | [ 50 ] |
| XIV    | 2009-2012 | Reinhard Moll                      | Duitsland                      | [ 51 ] |
| XV     | 2012-2015 | Klemen Sivic                       | Slovenië                       | [ 52 ] |
| XVI    | 2013-2016 | Uwe Nogga                          | Duitsland                      | [ 53 ] |
| XVII   | 2014-2017 | Mathias Gleichmann                 | Duitsland                      | [ 54 ] |
| XVIII  | 2015-2019 | Reinhard Moll Stefan Ulbig         | Duitsland                      | [ 55 ] |
| XIX    | 2014-2016 | Thomas Herfuth                     | Duitsland                      | [ 56 ] |
| XX     | 2017-2019 | Sergei Kishkin                     | Rusland                        | [ 57 ] |
| XXI    | 2019-2021 | Matthias Gleichmann                | Duitsland                      | [ 58 ] |
| XXII   | 2021-2023 | Dmitry Morozov Matthias Gleichmann | Rusland Duitsland              | [ 59 ] |

## Veteranen Wereldbeker
| #    | Jaren     | Winnar               | Nationaliteit |        |
| ---- | --------- | -------------------- | ------------- | ------ |
| I    | 2009-2011 | Rob Kruis            | Nederland     | [ 60 ] |
| II   | 2013-2014 | Vladimir Sergeev     | Rusland       | [ 61 ] |
| III  | 2014-2116 | Frits Bleker         | Griekenland   | [ 62 ] |
| IV   | 2015-2017 | Reinhard Sikorsky    | Duitsland     | [ 63 ] |
| V    | 2016-2017 | Ralf Neubauer        | Duitsland     | [ 64 ] |
| VI   | 2017-2019 | Mattia Boccia        | Italië        | [ 65 ] |
| VII  | 2018-2020 | Sergey Novikov       | Rusland       | [ 66 ] |
| VIII | 2019-2021 | Guy van Habberney    | België        | [ 67 ] |
| IX   | 2020-2022 | Jean-Claude Schuller | Luxemburg     | [ 68 ] |
| X    | 2021-2023 | Gediminas Voveris    | Litouwen      | [ 69 ] |
| XI   | 2022-2024 | Dan Petre Geană      | Roemenië      | [ 70 ] |

## Afdelingen van ICCF
- AJEC - Association des Joueurs d'Echecs par Correspondance (Frankrijk)
- APCT - American Postal Chess Tournaments (Verenigde Staten)
- ASIGC - Associazione Scacchistica Italiana Giocatori per Corrispondenza (Italië)
- BCCS - British Correspondence Chess Society (Verenigd Koninkrijk)
- BdF - Bund deutscher Fernschachfreunde (Duitsland)
- NBC - Nederlandse Bond van Correspondentieschakers (Nederland)
- SFSV - Schweizer Fernschachvereinigung (Zwitserland)
- SSKK - Sveriges Schackförbunds Korrespondensschackkommitté (Zweden)